# AFC Rangers 2024
Questa voce raccoglie le informazioni riguardanti gli AFC Rangers nelle competizioni ufficiali della stagione 2024.

## Austrian Football League 2024

### Stagione regolare
| Innsbruck 16 marzo 2024, ore 15:00 1ª giornata | Tirol Raiders | 45 – 2 (0-2 10-0 21-0 14-0) referto | AFC Rangers Mödling | Football Bundes Leistungs Zentrum (715 spett.) |

| Mödling 23 marzo 2024, ore 15:00 2ª giornata | AFC Rangers Mödling | 0 – 13 (0-0 0-7 0-6 0-0) referto | Graz Giants | Stadion Mödling (250 spett.) |

| Mödling 30 marzo 2024, ore 17:00 3ª giornata | AFC Rangers Mödling | 35 – 7 (20-0 8-0 0-7 7-0) referto | Telfs Patriots | Stadion Mödling (290 spett.) |

| Vienna 20 aprile 2024, ore 14:00 Recupero 4ª giornata | Danube Dragons | 38 – 0 (13-0 18-0 7-0 0-0) referto | AFC Rangers Mödling | Sportplatz Donaufeld (900 spett.) |

| Mödling 27 aprile 2024, ore 17:00 5ª giornata | AFC Rangers Mödling | 17 – 61 (10-31 0-16 0-14 7-0) referto | Vienna Vikings | Stadion Mödling (620 spett.) |

| Telfs 4 maggio 2024, ore 15:00 6ª giornata | Telfs Patriots | 21 – 56 (0-7 14-28 7-7 0-14) referto | AFC Rangers Mödling | Sportzentrum Telfs (350 spett.) |

| Mödling 18 maggio 2024, ore 17:00 7ª giornata | AFC Rangers Mödling | 0 – 37 (0-7 0-13 0-14 0-3) referto | Salzburg Ducks | Stadion Mödling |

| Salisburgo 25 maggio 2024, ore 14:00 8ª giornata | Salzburg Ducks | 35 – 7 (14-0 0-7 0-0 21-0) referto | AFC Rangers Mödling | Ducks Pond (860 spett.) |

| Mödling 8 giugno 2024, ore 17:00 9ª giornata | AFC Rangers Mödling | 0 – 33 (0-7 0-20 0-0 0-6) referto | Prague Black Panthers | Stadion Mödling (150 spett.) |

| Vienna 15 giugno 2024, ore 14:00 10ª giornata | Vienna Vikings | 63 – 7 (21-0 21-7 7-0 14-0) referto | AFC Rangers Mödling | Footballzentrum Ravelin (535 spett.) |

## Statistiche di squadra
| Competizione | %Vittorie | In casa | In casa | In casa | In casa | In casa | In casa | In trasferta | In trasferta | In trasferta | In trasferta | In trasferta | In trasferta | Totale | Totale | Totale | Totale | Totale | Totale |
| Competizione | %Vittorie | G       | V       | N       | P       | Pf      | Ps      | G            | V            | N            | P            | Pf           | Ps           | G      | V      | N      | P      | Pf     | Ps     |
| ------------ | --------- | ------- | ------- | ------- | ------- | ------- | ------- | ------------ | ------------ | ------------ | ------------ | ------------ | ------------ | ------ | ------ | ------ | ------ | ------ | ------ |
| Campionato   | .200      | 5       | 1       | 0       | 4       | 52      | 151     | 5            | 1            | 0            | 4            | 72           | 202          | 10     | 2      | 0      | 8      | 124    | 353    |
| Totale       | .200      | 5       | 1       | 0       | 4       | 52      | 151     | 5            | 1            | 0            | 4            | 72           | 202          | 10     | 2      | 0      | 8      | 124    | 353    |

### Statistiche personali

#### Marcatori
| Giocatore     | Ruolo | TD rush | TD recv | TD int | TD p.ret | TD k.ret | TD oth | Xp1 | Xp2 | FG | Saf | Totale |
| ------------- | ----- | ------- | ------- | ------ | -------- | -------- | ------ | --- | --- | -- | --- | ------ |
| B. Spieler    |       | 0       | 6       | 0      | 0        | 0        | 0      | 0   | 0   | 0  | 0   | 36     |
| Gomez Gallego |       | 3       | 0       | 0      | 0        | 0        | 0      | 0   | 0   | 0  | 0   | 18     |
| Mumphrey      |       | 3       | 0       | 0      | 0        | 0        | 0      | 0   | 0   | 0  | 0   | 18     |
| Plavec        |       | 0       | 0       | 0      | 0        | 0        | 0      | 13  | 0   | 1  | 1   | 18     |
| Wagnest       |       | 0       | 2       | 0      | 0        | 0        | 0      | 0   | 0   | 0  | 0   | 12     |
| D. Bauer      |       | 0       | 1       | 0      | 0        | 0        | 0      | 0   | 0   | 0  | 0   | 6      |
| Kalkhofer     |       | 0       | 1       | 0      | 0        | 0        | 0      | 0   | 0   | 0  | 0   | 6      |
| Schneeweiss   |       | 0       | 1       | 0      | 0        | 0        | 0      | 0   | 0   | 0  | 0   | 6      |
| Kruppa        |       | 0       | 0       | 0      | 0        | 0        | 0      | 0   | 1   | 0  | 0   | 2      |
| Kuptik        |       | 0       | 0       | 0      | 0        | 0        | 0      | 2   | 0   | 0  | 0   | 2      |

#### Passer rating
| Giocatore   | G | Att | Comp | Int | Yds | TD | NFL   | NCAA   |
| ----------- | - | --- | ---- | --- | --- | -- | ----- | ------ |
| Mumphrey    | 6 | 135 | 53   | 7   | 991 | 9  | 66,00 | 112,55 |
| Winter      | 3 | 45  | 13   | 8   | 131 | 1  | 7,41  | 25,12  |
| Lindehammer | 1 | 17  | 4    | 2   | 86  | 1  | 28,19 | 23,28  |
| B. Spieler  | 1 | 2   | 0    | 1   | 0   | 0  |       |        |